# Динамо (футбольний клуб, Кіров)
ФК «Дина́мо» Кіров (рос. Футбольный клуб «Динамо» Киров) — російський футбольний клуб із міста Кіров, заснований у 1923 році. Виступає в Аматорській лізі. По сезон 2016/17 років виступав у  Другій лізі. Домашні матчі приймає на стадіоні «Росія», потужністю 3 000 глядачів.